# Divisiones Regionales de la Región de Murcia 1979-80
Las divisiones regionales de fútbol son las categorías de competición futbolística de más bajo nivel en España, en las que participan deportistas aficionados, no profesionales. En la Región de Murcia y en la provincia de Albacete su administración corre a cargo de las Real Federación de Fútbol de la Región de Murcia, incluyendo también clubes del sur de la provincia de Alicante. Inmediatamente por encima de estas categorías estaba la Tercera División española.
En la temporada 1979-1980 las divisiones regionales se dividen en Regional Preferente, Primera Regional y Segunda Regional.
A causa de la creación del grupo XIII de Tercera División hay un ascenso masivo a superior categoría.

## Regional Preferente

### Clasificación
|  |     | Equipos de fútbol    | PJ | G  | E  | P  | GF | GC  | Dif | Pts |
|  | --- | -------------------- | -- | -- | -- | -- | -- | --- | --- | --- |
|  | 1.  | CD Cieza             | 38 | 26 | 8  | 4  | 76 | 25  | +51 | 60  |
|  | 2.  | Olímpico Juvenil     | 38 | 25 | 8  | 5  | 91 | 33  | +58 | 58  |
|  | 3.  | Caravaca CF          | 38 | 25 | 7  | 6  | 95 | 37  | +58 | 57  |
|  | 4.  | CP Villarrobledo     | 38 | 20 | 7  | 11 | 62 | 50  | +12 | 47  |
|  | 5.  | Imperial CF          | 38 | 19 | 8  | 11 | 65 | 48  | +17 | 46  |
|  | 6.  | Yeclano CF           | 38 | 21 | 3  | 14 | 72 | 40  | +32 | 45  |
|  | 7.  | Pinatar CF           | 38 | 18 | 6  | 14 | 56 | 45  | +11 | 42  |
|  | 8.  | CD Almoradí          | 38 | 16 | 9  | 13 | 50 | 54  | -4  | 41  |
|  | 9.  | CD Molinense         | 38 | 15 | 10 | 13 | 61 | 50  | +11 | 40  |
|  | 10. | CF Santomera         | 38 | 15 | 10 | 13 | 51 | 44  | +7  | 40  |
|  | 11. | CD Hellín            | 38 | 14 | 10 | 14 | 40 | 38  | +2  | 38  |
|  | 12. | UD Horadada          | 38 | 12 | 14 | 12 | 46 | 52  | -6  | 38  |
|  | 13. | Águilas CF           | 38 | 12 | 10 | 16 | 55 | 50  | +5  | 34  |
|  | 14. | CD Ilicitano         | 38 | 10 | 12 | 16 | 39 | 41  | -2  | 32  |
|  | 15. | Callosa Deportiva CF | 38 | 12 | 8  | 18 | 49 | 52  | -3  | 32  |
|  | 16. | CF Huercalense       | 38 | 12 | 5  | 21 | 42 | 66  | -24 | 29  |
|  | 17. | Madrigueras UD       | 38 | 9  | 10 | 19 | 35 | 75  | -40 | 28  |
|  | 18. | CD Bala Azul         | 38 | 7  | 7  | 24 | 39 | 100 | -61 | 21  |
|  | 19. | Mazarrón CF          | 38 | 7  | 7  | 24 | 25 | 84  | -59 | 21  |
|  | 20. | Atlético Albacete    | 38 | 3  | 5  | 30 | 23 | 88  | -65 | 11  |

Pts = Puntos; PJ = Partidos Jugados; G = Partidos Ganados; E = Partidos Empatados; P = Partidos Perdidos; GF = Goles Anotados; GC = Goles Recibidos
|  | Asciende a Tercera División |

## Primera Regional

### Clasificación
|  |     | Equipos de fútbol | PJ | G  | E  | P  | GF | GC | Dif | Pts |
|  | --- | ----------------- | -- | -- | -- | -- | -- | -- | --- | --- |
|  | 1.  | Jumilla CF        | 36 | 25 | 7  | 4  | 85 | 24 | +61 | 57  |
|  | 2.  | Atlético Lorquino | 36 | 25 | 4  | 7  | 83 | 39 | +44 | 54  |
|  | 3.  | Abarán CF         | 36 | 22 | 7  | 7  | 68 | 27 | +41 | 51  |
|  | 4.  | Atlético Muleño   | 36 | 23 | 5  | 8  | 86 | 35 | +51 | 51  |
|  | 5.  | CD Torre Pacheco  | 36 | 22 | 7  | 7  | 78 | 24 | +54 | 51  |
|  | 6.  | Archena CF        | 36 | 18 | 8  | 10 | 66 | 39 | +27 | 44  |
|  | 7.  | Calasparra CF     | 36 | 17 | 8  | 11 | 50 | 39 | +11 | 42  |
|  | 8.  | CD Algar          | 36 | 17 | 7  | 12 | 53 | 44 | +9  | 41  |
|  | 9.  | San Javier CF     | 36 | 15 | 5  | 16 | 50 | 48 | +2  | 35  |
|  | 10. | CD Roldán         | 36 | 11 | 10 | 15 | 43 | 54 | -11 | 32  |
|  | 11. | El Palmar CF      | 36 | 12 | 7  | 17 | 47 | 64 | -17 | 31  |
|  | 12. | Algaida CF        | 36 | 11 | 8  | 17 | 53 | 61 | -8  | 30  |
|  | 13. | CD Levante        | 36 | 9  | 9  | 18 | 44 | 78 | -34 | 27  |
|  | 14. | Lorquí CF         | 36 | 8  | 9  | 19 | 34 | 61 | -27 | 25  |
|  | 15. | CD Dolores        | 36 | 8  | 8  | 20 | 39 | 80 | -41 | 24  |
|  | 16. | CD Lumbreras      | 36 | 9  | 5  | 22 | 40 | 64 | -24 | 23  |
|  | 17. | AP Almansa "B"    | 36 | 9  | 7  | 20 | 34 | 75 | -41 | 23  |
|  | 18. | Beniaján CF       | 36 | 9  | 5  | 22 | 41 | 98 | -57 | 20  |
|  | 19. | Santa Pola CF     | 36 | 7  | 4  | 25 | 23 | 63 | -40 | 18  |
|  | 20. | Sax UD            | 0  | 0  | 0  | 0  | 0  | 0  | 0   | 0   |

Pts = Puntos; PJ = Partidos Jugados; G = Partidos Ganados; E = Partidos Empatados; P = Partidos Perdidos; GF = Goles Anotados; GC = Goles Recibidos
|  | Asciende a Regional Preferente |

## Segunda Regional

### Clasificación Grupo 1
|  |     | Equipos de fútbol  | PJ | G  | E | P  | GF | GC | Dif | Pts |
|  | --- | ------------------ | -- | -- | - | -- | -- | -- | --- | --- |
|  | 1.  | Cehegín CF         | 24 | 16 | 4 | 4  | 70 | 28 | +42 | 36  |
|  | 2.  | UD Blanca          | 24 | 14 | 6 | 4  | 59 | 28 | +31 | 34  |
|  | 3.  | Atlético Cieza     | 24 | 14 | 2 | 8  | 46 | 29 | +17 | 30  |
|  | 4.  | CD Bullense        | 24 | 11 | 7 | 6  | 38 | 31 | +7  | 29  |
|  | 5.  | UD La Copa         | 24 | 12 | 5 | 7  | 41 | 33 | +8  | 29  |
|  | 6.  | CAD Virginia Garre | 24 | 7  | 9 | 8  | 40 | 41 | -1  | 23  |
|  | 7.  | CD Pliego          | 24 | 8  | 6 | 10 | 35 | 40 | -5  | 22  |
|  | 8.  | UD Calasparra      | 24 | 7  | 7 | 10 | 29 | 47 | -18 | 21  |
|  | 9.  | Moratalla CF       | 24 | 9  | 2 | 13 | 45 | 51 | -6  | 20  |
|  | 10. | CD Muleño          | 24 | 7  | 8 | 10 | 28 | 33 | -5  | 20  |
|  | 11. | CF Albudeite       | 24 | 6  | 6 | 12 | 43 | 65 | -22 | 18  |
|  | 12. | CD Vera Cruz       | 24 | 6  | 6 | 12 | 29 | 44 | -15 | 18  |
|  | 13. | Rayo Campos CF     | 24 | 5  | 2 | 17 | 28 | 61 | -33 | 6   |
|  | 14. | Tenis Buit         | 0  | 0  | 0 | 0  | 0  | 0  | 0   | 0   |

Pts = Puntos; PJ = Partidos Jugados; G = Partidos Ganados; E = Partidos Empatados; P = Partidos Perdidos; GF = Goles Anotados; GC = Goles Recibidos
|  | Asciende a Primera Regional |

### Clasificación Grupo 2
|  |     | Equipos de fútbol | PJ | G  | E  | P  | GF | GC | Dif | Pts |
|  | --- | ----------------- | -- | -- | -- | -- | -- | -- | --- | --- |
|  | 1.  | Espinardo CF      | 26 | 20 | 5  | 1  | 66 | 21 | +45 | 45  |
|  | 2.  | Alcantarilla CF   | 26 | 20 | 3  | 3  | 92 | 25 | +67 | 43  |
|  | 3.  | Cotillas CF       | 26 | 14 | 10 | 2  | 45 | 20 | +25 | 38  |
|  | 4.  | CD Los Torraos    | 26 | 12 | 8  | 6  | 42 | 31 | +11 | 32  |
|  | 5.  | CF Javalí Nuevo   | 26 | 14 | 4  | 8  | 51 | 29 | +22 | 32  |
|  | 6.  | CD Ceutí          | 26 | 9  | 9  | 8  | 48 | 35 | +13 | 25  |
|  | 7.  | Guadalupe CF      | 26 | 10 | 4  | 12 | 35 | 42 | -7  | 24  |
|  | 8.  | Atlético Alguazas | 26 | 9  | 5  | 12 | 38 | 53 | -15 | 23  |
|  | 9.  | Alguazas CF       | 26 | 7  | 6  | 13 | 35 | 54 | -19 | 20  |
|  | 10. | CD Ribereño       | 26 | 7  | 5  | 14 | 25 | 49 | -24 | 19  |
|  | 11. | CD Las Torres     | 26 | 7  | 5  | 14 | 37 | 53 | -16 | 19  |
|  | 12. | Campos del Río CD | 26 | 6  | 6  | 14 | 29 | 56 | -27 | 18  |
|  | 13. | UD Archenera      | 26 | 5  | 3  | 18 | 26 | 52 | -26 | 13  |
|  | 14. | AD Lorquí         | 26 | 3  | 5  | 18 | 25 | 74 | -49 | 11  |

Pts = Puntos; PJ = Partidos Jugados; G = Partidos Ganados; E = Partidos Empatados; P = Partidos Perdidos; GF = Goles Anotados; GC = Goles Recibidos
|  | Asciende a Primera Regional |

### Clasificación Grupo 3
|  |     | Equipos de fútbol        | PJ | G  | E | P  | GF  | GC | Dif  | Pts |
|  | --- | ------------------------ | -- | -- | - | -- | --- | -- | ---- | --- |
|  | 1.  | Deportiva Minera         | 20 | 19 | 1 | 0  | 122 | 16 | +106 | 39  |
|  | 2.  | CF Santiago de la Ribera | 20 | 16 | 1 | 3  | 59  | 25 | +34  | 33  |
|  | 3.  | CD Naval                 | 20 | 15 | 2 | 3  | 60  | 19 | +41  | 32  |
|  | 4.  | Balsapintada CF          | 20 | 10 | 2 | 8  | 35  | 30 | +5   | 22  |
|  | 5.  | Sangonera Atlético       | 20 | 8  | 5 | 7  | 40  | 38 | +2   | 21  |
|  | 6.  | UD Alhameña              | 20 | 8  | 2 | 10 | 35  | 51 | -16  | 18  |
|  | 7.  | AD Esperanza             | 20 | 8  | 2 | 10 | 27  | 51 | -24  | 18  |
|  | 8.  | La Unión Athlétic        | 20 | 3  | 5 | 12 | 22  | 48 | -26  | 11  |
|  | 9.  | UD Totanera              | 20 | 4  | 2 | 14 | 21  | 55 | -34  | 10  |
|  | 10. | CD Alberca               | 20 | 4  | 1 | 15 | 20  | 64 | -44  | 9   |
|  | 11. | CD Barqueros             | 20 | 4  | 1 | 15 | 26  | 70 | -44  | 9   |
|  | 12. | Librilla CF              | 0  | 0  | 0 | 0  | 0   | 0  | 0    | 0   |
|  | 13. | CD Aguileño              | 0  | 0  | 0 | 0  | 0   | 0  | 0    | 0   |
|  | 14. | Los Alcázares CF         | 0  | 0  | 0 | 0  | 0   | 0  | 0    | 0   |

Pts = Puntos; PJ = Partidos Jugados; G = Partidos Ganados; E = Partidos Empatados; P = Partidos Perdidos; GF = Goles Anotados; GC = Goles Recibidos
|  | Asciende a Primera Regional |

### Clasificación Grupo 4
|  |     | Equipos de fútbol     | PJ | G  | E | P  | GF | GC | Dif | Pts |
|  | --- | --------------------- | -- | -- | - | -- | -- | -- | --- | --- |
|  | 1.  | Olímpico Vista Alegra | 22 | 18 | 2 | 2  | 66 | 20 | +46 | 38  |
|  | 2.  | Torreagüera CF        | 22 | 16 | 4 | 2  | 49 | 19 | +30 | 36  |
|  | 3.  | Fuente Álamo CF       | 22 | 16 | 2 | 4  | 57 | 24 | +33 | 34  |
|  | 4.  | CD Beniel             | 22 | 14 | 3 | 5  | 54 | 29 | +25 | 31  |
|  | 5.  | CD Zeneta             | 22 | 10 | 4 | 8  | 33 | 38 | -5  | 24  |
|  | 6.  | Alquerías CF          | 22 | 10 | 4 | 8  | 37 | 27 | +10 | 24  |
|  | 7.  | Atlético Orihuela     | 22 | 8  | 4 | 10 | 38 | 43 | -5  | 20  |
|  | 8.  | Santomera Atlético    | 22 | 6  | 3 | 13 | 35 | 53 | -18 | 15  |
|  | 9.  | Los Ramos CF          | 22 | 6  | 3 | 13 | 44 | 53 | -9  | 15  |
|  | 10. | Club Crao             | 22 | 3  | 4 | 15 | 29 | 74 | -45 | 10  |
|  | 11. | Cobatillas CF         | 22 | 3  | 3 | 16 | 34 | 54 | -20 | 9   |
|  | 12. | AD Fortuna            | 22 | 2  | 4 | 16 | 22 | 64 | -42 | 8   |
|  | 13. | UD Cabezo de Torres   | 0  | 0  | 0 | 0  | 0  | 0  | 0   | 0   |
|  | 14. | El Raal CF            | 0  | 0  | 0 | 0  | 0  | 0  | 0   | 0   |

Pts = Puntos; PJ = Partidos Jugados; G = Partidos Ganados; E = Partidos Empatados; P = Partidos Perdidos; GF = Goles Anotados; GC = Goles Recibidos
|  | Asciende a Primera Regional |

### Clasificación Grupo 5
|  |     | Equipos de fútbol              | PJ | G  | E | P  | GF | GC | Dif | Pts |
|  | --- | ------------------------------ | -- | -- | - | -- | -- | -- | --- | --- |
|  | 1.  | Guardamar                      | 26 | 17 | 6 | 3  | 68 | 24 | +44 | 40  |
|  | 2.  | Alicante CF Promesas           | 26 | 18 | 4 | 4  | 57 | 26 | +31 | 40  |
|  | 3.  | Atlético San Miguel de Salinas | 26 | 15 | 5 | 6  | 59 | 29 | +30 | 35  |
|  | 4.  | Bigastro CF                    | 26 | 16 | 2 | 8  | 47 | 33 | +14 | 34  |
|  | 5.  | CD Tháder                      | 26 | 15 | 3 | 8  | 56 | 32 | +24 | 33  |
|  | 6.  | Benferri CF                    | 26 | 14 | 4 | 8  | 78 | 52 | +26 | 32  |
|  | 7.  | Barinas CF                     | 26 | 13 | 1 | 12 | 44 | 39 | +5  | 27  |
|  | 8.  | Sporting Masa CF               | 26 | 12 | 1 | 13 | 60 | 48 | +12 | 25  |
|  | 9.  | CRD Hondón de las Nieves       | 26 | 10 | 4 | 12 | 47 | 51 | -4  | 24  |
|  | 10. | Abanilla Deportiva             | 26 | 9  | 2 | 15 | 43 | 53 | -10 | 20  |
|  | 11. | Mahoya Atlético CF             | 26 | 8  | 3 | 15 | 23 | 60 | -37 | 19  |
|  | 12. | Formentera CF                  | 26 | 6  | 4 | 16 | 40 | 61 | -21 | 14  |
|  | 13. | CD Montesinos                  | 26 | 5  | 3 | 18 | 26 | 64 | -38 | 13  |
|  | 14. | Marinense CF                   | 26 | 3  | 0 | 23 | 17 | 93 | -76 | 6   |

Pts = Puntos; PJ = Partidos Jugados; G = Partidos Ganados; E = Partidos Empatados; P = Partidos Perdidos; GF = Goles Anotados; GC = Goles Recibidos
|  | Asciende a Primera Regional |

### Clasificación Grupo 6
|  |     | Equipos de fútbol     | PJ | G  | E | P  | GF | GC  | Dif | Pts |
|  | --- | --------------------- | -- | -- | - | -- | -- | --- | --- | --- |
|  | 1.  | Sporting La Gineta CF | 24 | 14 | 7 | 3  | 54 | 22  | +32 | 35  |
|  | 2.  | CD La Roda            | 24 | 15 | 5 | 4  | 48 | 15  | +33 | 35  |
|  | 3.  | Atlético Tarazona     | 23 | 12 | 7 | 4  | 51 | 23  | +28 | 31  |
|  | 4.  | Juventud de Hellín    | 24 | 14 | 3 | 7  | 52 | 30  | +22 | 31  |
|  | 5.  | CP Imperial de Bonete | 24 | 13 | 4 | 7  | 56 | 33  | +22 | 30  |
|  | 6.  | SD Caudete            | 24 | 11 | 5 | 8  | 39 | 39  | 0   | 27  |
|  | 7.  | Atlético Tobarra      | 23 | 13 | 3 | 7  | 57 | 30  | +27 | 26  |
|  | 8.  | Atlético Fuenteálamo  | 24 | 10 | 3 | 11 | 33 | 37  | -4  | 23  |
|  | 9.  | CF Rayo Pozohondo     | 24 | 9  | 2 | 13 | 46 | 48  | -2  | 20  |
|  | 10. | Ontur CF              | 24 | 6  | 8 | 10 | 31 | 43  | -12 | 20  |
|  | 11. | CF Chinchilla         | 24 | 7  | 0 | 17 | 33 | 55  | -22 | 14  |
|  | 12. | Atlético Madrigueras  | 24 | 4  | 2 | 18 | 28 | 69  | -41 | 10  |
|  | 13. | Atlético Ibañés       | 24 | 2  | 1 | 21 | 18 | 102 | -84 | 5   |

Pts = Puntos; PJ = Partidos Jugados; G = Partidos Ganados; E = Partidos Empatados; P = Partidos Perdidos; GF = Goles Anotados; GC = Goles Recibidos
|  | Asciende a Primera Regional |